# Yequinahue
Yekinauer (Yekinauer, Yekinahuen, Yekenawer, Requinagüeres, Requinoquere, Yequinaquere, Yequinajue, Yequinahuere), jedno od plemena američkih Indijanaca s juga Čilea, uz zaljev Golfo de Peñas. Yekinaueri su jezično i kultuno srodni ostalim plemenima porodice Alacalufan, koja su živjela od ribarenja po kanalima južnočileanskog arhipelaga s razvijenom kulturom kanua. Govorili su istoimenim jezikom ili dijalektom. Nestali su još u hispansko doba.